# Esther Rachel Kamińska
Esther Rachel Kamińska (geboren 1870 in Porosowo; gestorben 1925 in Warschau; eigentlich Esther Rachel Halpern) war eine polnisch-jüdische Schauspielerin.

## Leben
Esther Rachel Kamińska wurde 1870 als Esther Rachel Halpern in Porosowo, in der Nähe von Waukawysk (heute Belarus), geboren. 
Die Tochter eines Kantors feierte im Jahr 1888 ihr Schauspieldebüt auf der Bühne in Warschau und widmete sich nach dem Tod ihrer Eltern gänzlich der Theaterarbeit. In einem Schtetl wurde die Schauspielerin von ihrem späteren Ehemann Abraham Isaak Kamiński (1867–1918) entdeckt, der im Alter von zwanzig Jahren ein eigenes Wandertheater gegründet hatte. Ab 1893 trat Esther Rachel Kamińska gemeinsam mit ihrem Ehegatten in Warschau und der polnischen Provinz auf und agierte vornehmlich in Operetten. Der Erfolg als Schauspielerin stellte sich erst nach einigen Jahren ein, als sie in seriöseren Stücken der Naturalisten Jacob Gordin, Henrik Ibsen und Hermann Sudermann brillierte. Kamińska tourte durch Russland, stand von 1909 bis 1911 in den USA und 1913 in London und Paris auf der Bühne und war festes Mitglied der berühmten jiddischen Wilnaer Theatergruppe, die in ganz Europa gastierte. Als besonders bemerkenswert galt Esther Rachel Kamińskas Spiel in Jacob Gordins 1899 veröffentlichten Stück Mirele Efros. In dem Drama mimt sie die Titelrolle, eine alte jüdische Matriarchin, die sich von ihrer Familie entfremdet. Diesen Part bekleidete sie auch in dem gleichnamigen jiddischen Stummfilm von Andrzej Marek aus dem Jahr 1912, ihrem Debüt auf der Filmleinwand. Ein Jahr später folgte unter der Regie ihres Ehemannes das russische Stummfilmdrama The Slaughter. Ab 1914 verfügte Albert Isaak Kamiński über ein eigenes Theater in Warschau, das Kamiński Theater (in der Tatra-Panorama-Rotunde), wo neben Stücken jiddischer Autoren auch Werke von Molière, Friedrich Schiller und Maxim Gorki aufgeführt wurden. 1921 gründete Esther Rachel Kamińska, zu deren Repertoire auch Stücke William Shakespeares, Anton Tschechows und George Bernard Shaws gehörte, gemeinsam mit u. a. Sigmund Turkow und Diana Blumenfeld in Warschau das Jiddische Kunsttheater.

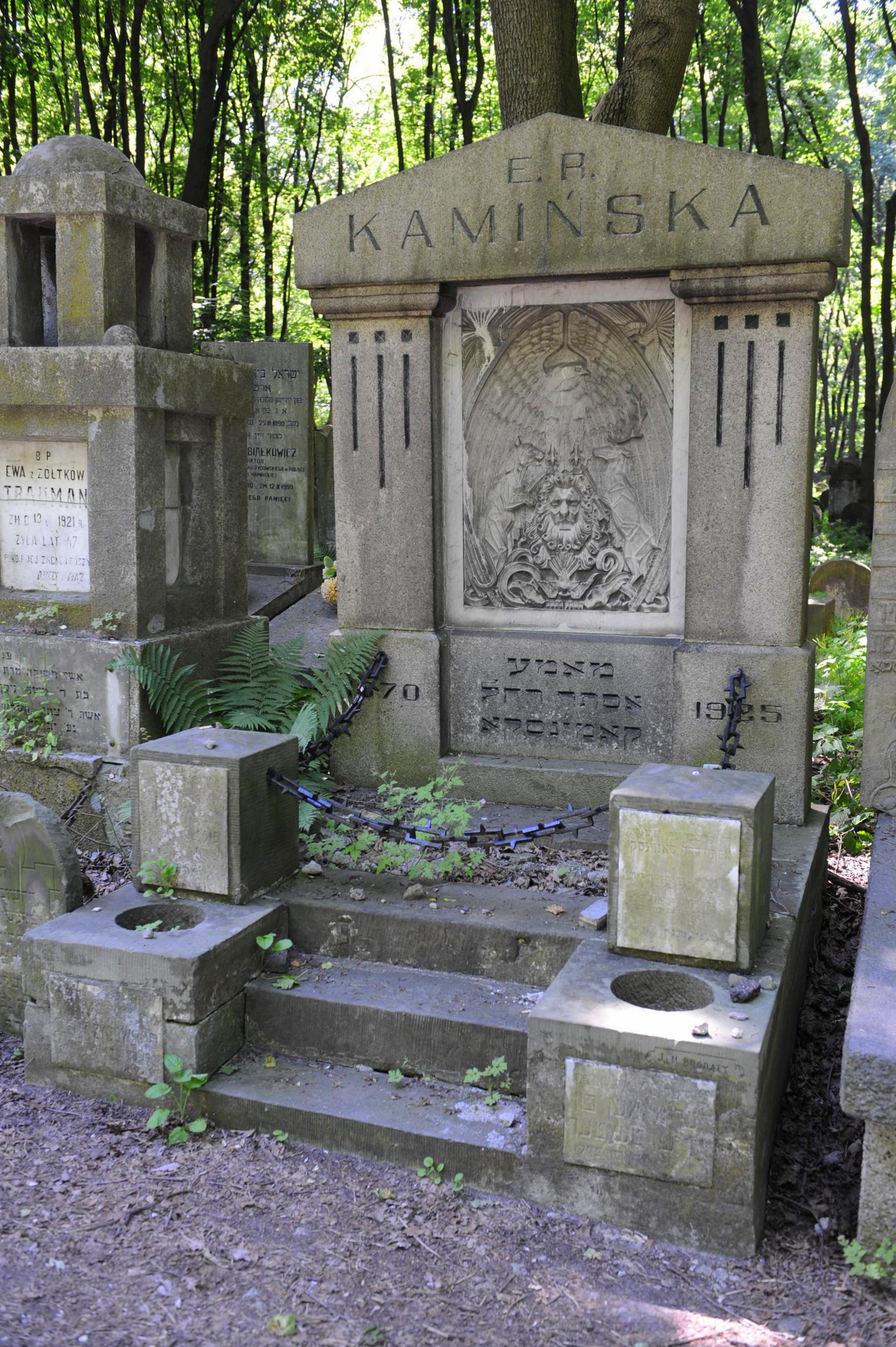
Esther Rachel Kamińskas Grab

Die Schauspielerin, die zu Lebzeiten mit Sarah Bernhardt verglichen und in Anlehnung an die berühmte italienische Schauspielerin Eleonora Duse als jiddische Duse bezeichnet wurde, gilt als Mutter des jiddischen Theaters. Sie starb 1925 in Warschau im Alter von nur 55 Jahren und wurde auf dem dortigen Powązki-Friedhof beerdigt, wo man ihr Grab noch heute besuchen kann. Aus Esther Rachel Kamińskas Ehe mit Albert Isaak Kamiński gingen die Töchter Regina, Ida (1899–1980) und der Sohn Josef (1903–1972) hervor. Während Josef Kamiński eine erfolgreiche Karriere als Komponist ergreifen sollte, traten die Töchter in die Fußstapfen ihrer Mutter und wechselten ebenfalls ins Schauspielfach. Ida Kamińska konnte als Schauspielerin an den Erfolg ihrer Mutter anknüpfen und gründete nach dem Zweiten Weltkrieg das Staatliche Jüdische Theater in Warschau, das Esther Rachel Kamińskas Namen trägt. Ihre Nichte war die in den USA bekannte jiddische Schauspielerin Dina Halpern (1909–1989), ihre Enkelin die in Polen bekannte Aktrice Ruth Kamińska (1920–2005).

## Filmografie
- 1912: Mirele Efros
- 1913: The Slaughter
- 1924: Tkies khaf